# Flackarp och Österslövshus
Flackarp och Österslövshus är en bebyggelse, belägen utefter länsväg M 2060 i Österslövs socken i Kristianstads kommun. Från 2015 avgränsar SCB här en småort.